# Jenny Thompsonová
Jennifer Beth Thompsonová (* 26. února 1973, Danvers, Massachusetts) je bývalá americká plavkyně, držitelka dvanácti olympijských medailí, z toho osmi zlatých, čímž patří k nejúspěšnějším sportovcům historie her. Všechny zlaté medaile získala ve štafetových závodech.

## Sportovní kariéra
Plavání se věnovala od sedmi let a ve čtrnácti se poprvé představila v americké reprezentaci na velké soutěži - na Panamerických hrách 1987. Tam zvítězila na 50 m volný způsob. V roce 1991 poprvé zvítězila s americkou štafetou na mistrovství světa a v březnu 1992 se stala držitelkou světového rekordu na 100 metrů volný způsob individuálně. Na olympijských hrách 1992 se očekávalo, že bude bojovat o pět zlatých medailí. V individuálních závodech však zklamala - na 200 m volný způsob se nedostala do finále, na 50 m skončila až pátá a na stometrové trati skončila druhá, když ji porazila Číňanka Čuang Jung. Zlaté medaile získala jen ve dvou štafetových závodech. V následujících letech studovala a závodila za Stanfordovu univerzitu převážně na americkém univerzitním šampionátu NCAA, kde opět dominovala a získala v období mezi olympiádami celkem 19 individuálních a štafetových titulů. Nicméně na olympijské kvalifikaci před hrami v Atlantě 1996 se nedokázala kvalifikovat ani na jedné individuální trati. Závodila jen ve třech štafetách, se kterými vždy zvítězila. Opět více se jí dařilo mezi olympiádami. Excelovala zejména na mistrovství světa 1998, kde získala konečně první zlaté individuální medaile ze světové akce v dlouhém bazénu. Zvítězila na 100 metrů volný způsob i motýlek, k tomu přidala dvě štafetová zlata a zaslouženě byla později vyhlášena nejlepší světovou plavkyní roku 1998. 

V roce 2000 na olympijských hrách získala bronz na 100 m volný způsob, zejména byla ale členkou všech tří amerických štafet, které obhájily své tituly z předchozích her. Téhož roku také počtvrté překonala světový rekord na 100 m motýlek. V roce 2000 zanechala závodění a věnovala se studiu medicíny. K aktivnímu plavání se ale vrátila o dva roky později a v roce 2003 na mistrovství světa opět sbírala medaile. Na olympijské hry 2004 byla nominovaná do národního týmu USA ve 31 letech jako jeho nejstarší členka. Ziskem dvou stříbrných medailí - samozřejmě ve štafetě - završila svou olympijskou sbírku dvanácti medailí.

## Osobní život
V roce 2006 ukončila studia medicíny na Columbia University a začala pracovat jako anestezioložka v Bostonu. 5. září 2010 se vdala za Daniela Richards Cumpelika.

## Mimořádné výkony a ocenění
- držitelka čtyřech světových rekordů na 100 m motýlek v krátkém bazénu, světového rekordu na 100 m volný způsob i členka rekordních štafetových družstev
- nejlepší světová plavkyně roku 1998
- sportovkyně roku 2000 podle Women's Sports Foundation
- americká plavkyně roku 1993, 1998